# Лорелтон (Пенсільванія)
Лорелтон (англ. Laurelton) — переписна місцевість (CDP) в США, в окрузі Юніон штату Пенсільванія. Населення — 217 осіб (2020).

## Географія
Лорелтон розташований за координатами 40°52′44″ пн. ш. 77°12′16″ зх. д. / 40.87889° пн. ш. 77.20444° зх. д. (40.878987, -77.204312).  За даними Бюро перепису населення США в 2010 році переписна місцевість мала площу 1,48 км², з яких 1,48 км² — суходіл та 0,00 км² — водойми.

## Демографія
Згідно з переписом 2010 року, у переписній місцевості мешкала 221 особа в 88 домогосподарствах у складі 66 родин. Густота населення становила 149 осіб/км².  Було 98 помешкань (66/км²).
Расовий склад населення:
| - 99,1 % — білих - 0,9 % — азіатів |

До двох чи більше рас належало 0,0 %. Частка іспаномовних становила 0,0 % від усіх жителів.
За віковим діапазоном населення розподілялося таким чином: 23,1 % — особи молодші 18 років, 62,9 % — особи у віці 18—64 років, 14,0 % — особи у віці 65 років та старші. Медіана віку мешканця становила 38,2 року. На 100 осіб жіночої статі у переписній місцевості припадало 84,2 чоловіків;  на 100 жінок у віці від 18 років та старших — 91,0 чоловіків також старших 18 років.
Середній дохід на одне домашнє господарство  становив 56 106 доларів США (медіана — 56 161), а середній дохід на одну сім'ю — 55 720 доларів (медіана — 57 232). За межею бідності перебувало 3,4 % осіб, у тому числі 5,2 % дітей у віці до 18 років та 0,0 % осіб у віці 65 років та старших.
Цивільне працевлаштоване населення становило 135 осіб. Основні галузі зайнятості: мистецтво, розваги та відпочинок — 20,0 %, освіта, охорона здоров'я та соціальна допомога — 19,3 %, транспорт — 15,6 %, виробництво — 15,6 %.